# Dunkelgelbe Nelkeneule
Die Dunkelgelbe Nelkeneule (Hadena filograna) oder Graubraune Leimkraut-Kapseleule ist ein Schmetterling (Nachtfalter) aus der Familie der Eulenfalter (Noctuidae). Früher gelegentlich verwendete Epitheta wie filigrama oder filigramma beruhen offensichtlich auf Schreibfehlern.

## Merkmale

### Falter
Die Flügelspannweite der Falter beträgt 30 bis 35 Millimeter. Die Grundfarbe der Vorderflügel variiert von silbergrau oder graugrün über gelbbraun bis zu dunkelbraun. Ring- und Nierenmakel sind schwarz umrandet, hell gefüllt und gelegentlich mit dunklen Punkten versehen. Die Wellenlinie hebt sich weißlich ab und grenzt an einige nach innen gerichtete, schwarze Pfeilflecke. Bei einigen Exemplaren zeigt sich in der Basalregion eine orange gefärbte Überstäubung. Klimatische Einflüsse sind für die farbliche Ausgestaltung mit verantwortlich. Die Hinterflügel sind einfarbig graubraun, bei den weiblichen Tieren etwas dunkler.

### Raupe
Erwachsene Raupen sind hell rötlich grau gefärbt und mit zahlreichen schwarzen Punkten versehen. Die Rückenlinie wird aus einer Reihe dunkler Punkte gebildet.

### Ähnliche Arten
- Hadena luteocincta, Hadena consparcatoides, Hadena wehrlii und Hadena archaica ähneln den graubraun gefärbten Faltern.
- Die Südliche Nelkeneule (Hadena magnolii) ähnelt den dunkelbraunen Exemplaren.

Um eine fehlerfreie Bestimmung zu gewährleisten, sollten Spezialisten zu Rate gezogen werden.

## Geographische Verbreitung und Lebensraum
Die Nominatform ssp. filograna ist durch Mittel- und Südeuropa bis Kleinasien verbreitet. Das nördliche Vorkommen reicht bis Südschweden. In der Ukraine sowie von Südrussland bis zum Altai findet sich die ssp. conspargata, während in Nordafrika die ssp. rungsi lebt. Bevorzugter Lebensraum sind trockene Hänge, felsige Täler, Ödländereien sowie Heiden.

## Lebensweise
Die Falter sind dämmerungs- und nachtaktiv, saugen gerne an Blüten und besuchen nach dem Nahrungsflug  auch künstliche Lichtquellen. Hauptflugzeit sind die Monate Mai und Juni. Die Raupen ernähren sich vorwiegend von den Samenkapseln von Nickendem Leimkraut (Silene nutans) sowie von Taubenkropf (Silene vulgaris). Die Art überwintert als Puppe.

## Gefährdung
Die Dunkelgelbe Nelkeneule kommt in Deutschland in unterschiedlicher Anzahl vor, ist meist selten und wird auf der Roten Liste gefährdeter Arten in Kategorie 2 (stark gefährdet) eingestuft.